# M62-Bewegung
Die M62-Bewegung (französisch Mouvement M62), mit vollen Namen M62: Heilige Union zur Wahrung der Souveränität und der Würde des Volkes (französisch M62 : Union sacrée pour la sauvegarde de la souveraineté et de la dignité du peuple), ist eine politische Bewegung im Niger. Der Name M62 ist eine Anlehnung an 62 Jahre Unabhängigkeit Nigers von der französischen Kolonialmacht. Die Gruppe bezeichnet sich als frankophob und russophil. Sie entstand als zivilgesellschaftliche Bewegung gegen die Operation Barkhane, die sie als imperialistische Ambition bezeichnete. Das Hauptquartier der M62-Bewegung befindet sich auf dem Gelände der Organisation REPPAD in der nigrischen Hauptstadt Niamey.

## Geschichte
Die Bewegung wurde am 4. Juli oder im August 2022 als Zusammenschluss von 15 Organisationen gegen die französische Militärpräsenz im Niger im Rahmen der Operation Barkhane gegründet. Die Operation Barkhane verhindere eine Zusammenarbeit mit dem ebenfalls von Putschisten angeführten Mali und schade den Nigrern. Ohne nähere Angaben zu machen, behauptete der Anführer, es würden mehr Zivilisten als Terroristen getötet.
Der Führer der Bewegung, Abdoulaye Seydou, wurde im Februar 2023 verhaftet, nachdem er in einem Interview den nigrischen Streitkräften schwere Menschenrechtsverletzungen vorgeworfen hatte, und im April 2023 zu neun Monaten Haft und umgerechnet 1.500 Euro Geldstrafe verurteilt. Andere Quellen bringen seine Verhaftung mit einer von ihm Ende 2022 organisierten Demonstration in Verbindung.
Während des nigrischen Staatsstreichs 2023 marschierte die Gruppe zur Unterstützung des Staatsstreichs. Bei einem Marsch auf Wunsch von Abdourahamane Tiani versammelten sich Tausende von Menschen auf dem Concertation-Platz in Niamey vor der Nationalversammlung und zogen mit nigrischen und russischen Fahnen zur französischen Botschaft, wobei sie Slogans wie „Nieder mit Frankreich, raus mit Barkhane, ECOWAS, die Europäische Union und die Afrikanische Union sind uns egal“, „Verhaftet die ehemaligen Würdenträger, damit sie die gestohlenen Millionen zurückgeben.“ und „Nieder mit Frankreich, es lebe Putin!“. Die Demonstranten forderten auch ein sofortiges Eingreifen der Wagner-Gruppe. Während des Marsches wurden die Eingänge der französischen und der amerikanischen Botschaft geschlossen. Die Mauern und Tore der französischen Botschaft wurden angezündet und beschädigt, während nigrische Soldaten und General Salifou Modi die Menge aufforderten, sich friedlich zu zerstreuen.